# Servei Nacional de Salut (Regne Unit)
Els Serveis Nacionals de Saluts (en anglès National Health Service, abreviat NHS) són els sistemes sanitaris finançats públicament del Regne Unit. Des de l'any 1948 es financen amb la fiscalitat general. Hi ha tres sistemes als quals es fa referència amb el nom "NHS" (NHS England, NHS Scotland i NHS Wales). El Health and Social Care d'Irlanda del Nord es va crear per separat i sovint s'anomena localment com "el NHS". Els quatre sistemes es van establir el 1948 com a part de les grans reformes socials posteriors a la Segona Guerra Mundial. Els principis fundacionals eren que els serveis haurien de ser integrals, universals i gratuïts en el punt de lliurament: un servei de salut basat en la necessitat clínica, no en la capacitat de pagament. Cada servei ofereix una àmplia gamma de serveis de salut, gratuït en el punt d'ús per a persones que habitualment resideixen al Regne Unit, a part del tractament dental i l'atenció òptica. A Anglaterra, els pacients de l'NHS han de pagar un tant per la recepta; alguns, com els majors de 60 anys, o els que gaudeixen de determinades prestacions estatals, estan exempts.
En conjunt, els quatre Serveis Nacionals de Salut el 2015-2016 van donar feina a uns 1,6 milions de persones amb un pressupost conjunt de 136.700 milions de lliures. El 2014, la força de treball total del sector de la salut a tot el Regne Unit era de 2.165.043. Això es va dividir en 1.789.586 a Anglaterra, 198.368 a Escòcia, 110.292 a Gal·les i 66.797 a Irlanda del Nord. El 2017, hi havia 691.000 infermeres registrades al Regne Unit, 1.783 menys que l'any anterior. No obstant això, aquesta és la primera vegada que el nombre de personal d'infermeria baixa des del 2008. Cada 24 hores atén un milió de pacients i, amb 1,7 milions de treballadors, és el cinquè empresari més gran del món així com la més gran organització pública no militar del món.
A l'hora de comprar medicaments, els quatre serveis sanitaris tenen un poder de mercat important que, basant-se en la seva pròpia avaluació del valor raonable dels medicaments, influeix en el preu global, normalment mantenint els preus més baixos. Un petit nombre de productes són adquirits conjuntament per dos o més serveis sanitaris del Regne Unit. Diversos altres països copien el model del Regne Unit o es basen directament en les avaluacions britàniques per prendre decisions sobre els reemborsaments de medicaments finançats per l'estat.